# Guatteria oliviformis
Guatteria oliviformis är en kirimojaväxtart som beskrevs av John Donnell Smith. Guatteria oliviformis ingår i släktet Guatteria och familjen kirimojaväxter. Inga underarter finns listade i Catalogue of Life.